# عبد العزيز الخضر
عبد العزيز الخضر (ولد عام 1968م) كاتب وباحث سعودي مختص في القضايا الفكرية والسياسية، رأس تحرير مجلة (المجلة)، ويكتب في صحيفة مكة. ومن إصداراته كتاب (السعودية سيرة دولة ومجتمع).

## التعليم
- حاصل على درجة الماجستير في الهندسة من جامعة الملك سعود في الرياض.

## العمل
- عمل محاضراً في الكلية التقنية بالرياض.
- رأس تحرير مجلة (المجلة) عام 2004م.
- رأس تحرير صحيفة (المحايد) من عام 2000م إلى عام 2003م. والمحايد صحيفة أسبوعية كانت تصدر من لندن.[5]
- عمل مستشاراً في الشركة السعودية للأبحاث والنشر عام 2009م.[6]
- كتب في صحيفة (الوطن) السعودية من عام 2000م إلى عام 2005م.
- كتب في صحيفة (الشرق الأوسط).[7]
- يكتب في صحيفة مكة منذ انطلاقها عام 2014م.[3]

## المؤلفات
- (السعودية سيرة دولة ومجتمع: قراءة في تجربة ثلث قرن من التحولات الفكرية والسياسية والتنموية). صدر عن الشبكة العربية للأبحاث والنشر عام 2010م.[8]